# Callerebia orixa
Callerebia orixa är en fjärilsart som beskrevs av Moore 1872. Callerebia orixa ingår i släktet Callerebia och familjen praktfjärilar. Inga underarter finns listade i Catalogue of Life.

## Bildgalleri

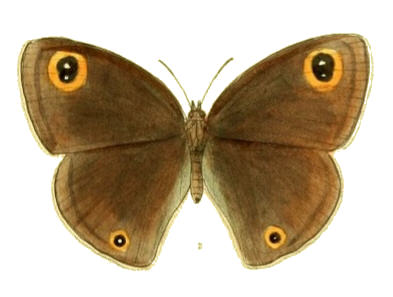
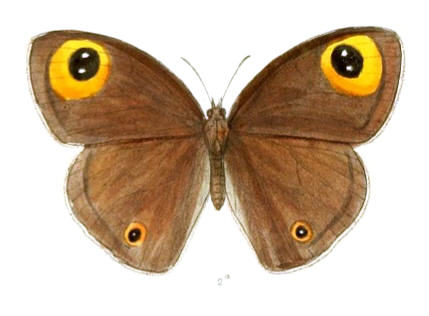
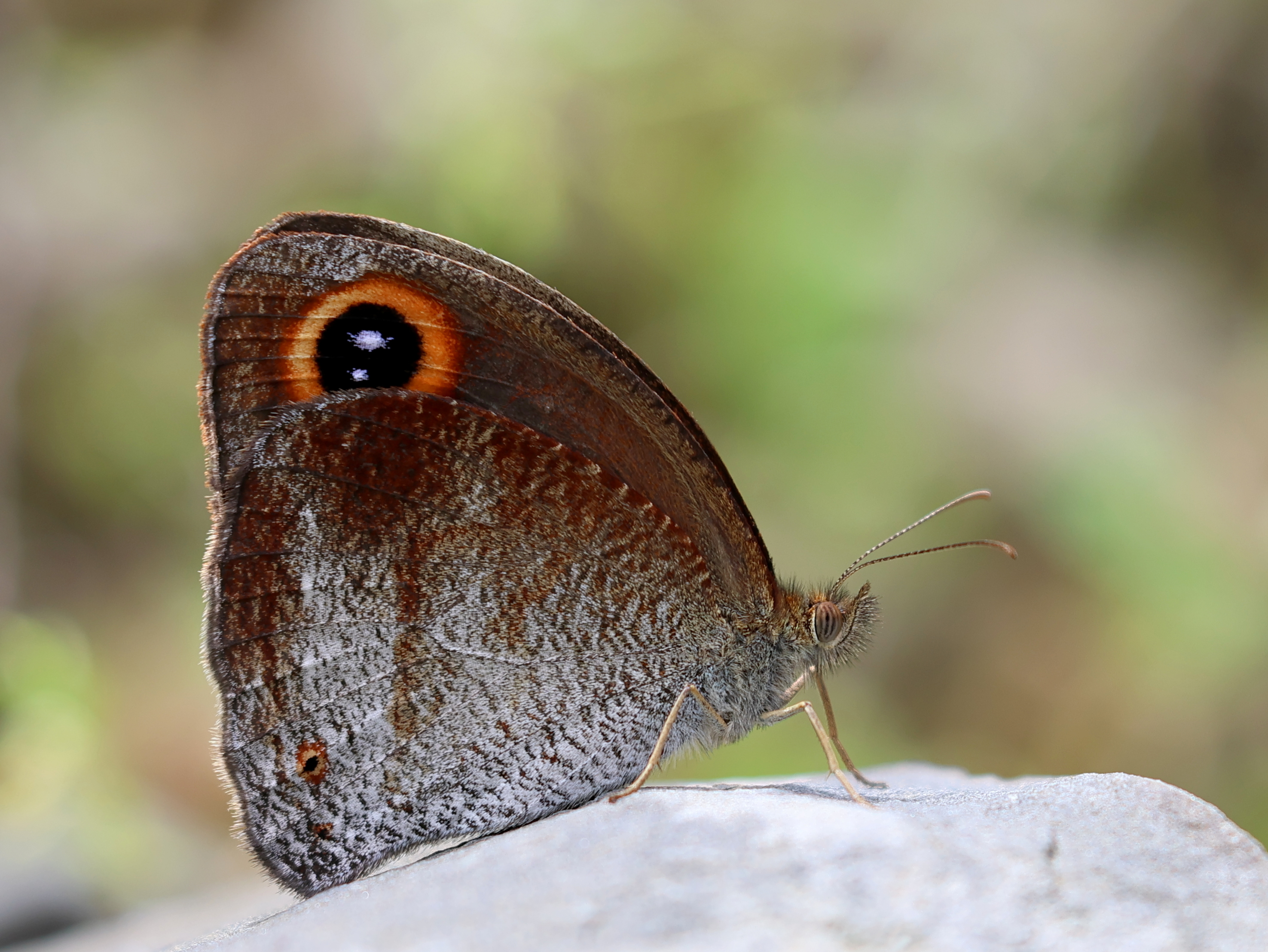
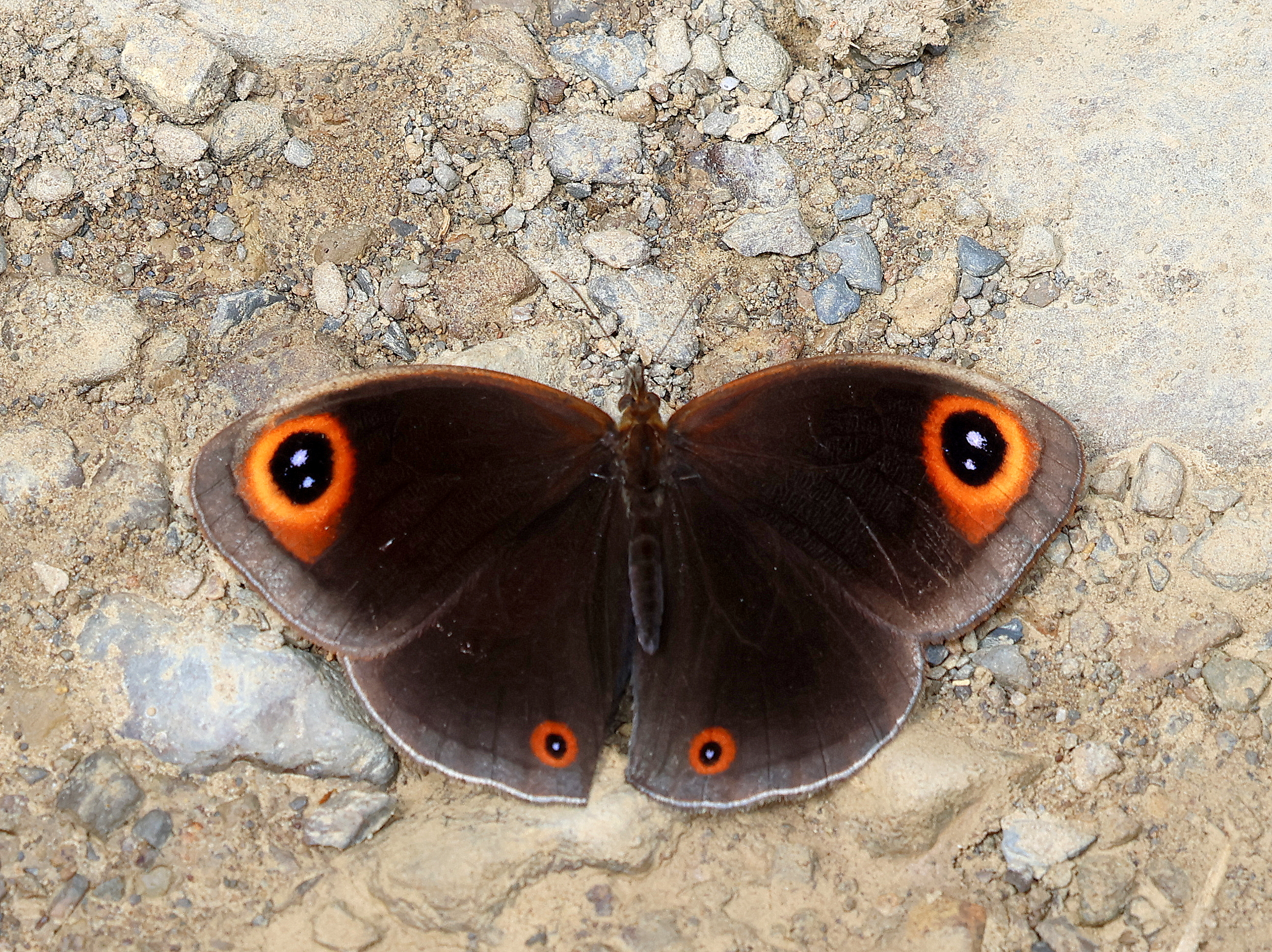